# Symphyllophyton caprifolioides
Symphyllophyton caprifolioides är en gentianaväxtart som beskrevs av Ernest Friedrich Gilg. Symphyllophyton caprifolioides ingår i släktet Symphyllophyton och familjen gentianaväxter. Inga underarter finns listade i Catalogue of Life.